# Pseudharpinia excavata
Pseudharpinia excavata is een vlokreeftensoort uit de familie van de Phoxocephalidae. De wetenschappelijke naam van de soort is voor het eerst geldig gepubliceerd in 1887 door Chevreux.